# Toàn Nam
Toàn Nam (tiếng Trung: 全南县, Hán Việt: Toàn Nam huyện) là một huyện của địa cấp thị Cám Châu (赣州市), tỉnh Giang Tây, Cộng hòa Nhân dân Trung Hoa. Huyện này có diện tích 1521 km2, dân số năm 2003 là 180.000 người, mã số bưu chính 341800, huyện lỵ đóng tại trấn Thành Tương. 

## Hành chính
Toàn Nam được chia ra làm 9 đơn vị hành chính cấp hương, gồm 6 trấn và 3 hương. Ngoài ra huyện này còn quản lí 1 đơn vị tương đương cấp hương khác
- Trấn: Thành Sương (城厢镇), Đại Cát Sơn (大吉山镇), Pha Đầu (陂头镇), Kim Long (金龙镇), Nam Kính (南迳镇), Long Nguyên Bá (龙源坝镇)
- Hương: Trung Trại (中寨乡), Xã Kính (社迳乡), Long Hạ (龙下乡)

Đơn vị ngang cấp hương khác
- Khu công nghiệp Toàn Nam (全南县工业园)